# 国际宇航科学院
国际宇航科学院（英語：International Academy of Astronautics，IAA）是一个独立非政府组织，1960年8月16日于瑞典斯德哥尔摩由冯·卡门建立并由其担任首任院长。其致力于促进和平目的航天事业的发展；表彰在空间科学或技术领域杰出的个人；提供让成员可以为国际事业做出贡献的计划；促进航空航天科学进步的国际合作。

## 历史
1960年8月16日建立于瑞典斯德哥尔摩。
国际宇航科学院旨在促进航空航天的和平发展，承认在相关科学技术领域杰出成就的个人并提供项目使成员为航天科学的国际努力作出贡献。它和国际宇航联合会以及国际和国家航天机构都有密切联系。

## 组织结构
- 院士定期会议（每两年一次）。理事会（一年两次会议）
- 组成：院长，四名副院长和28名理事，理事分别来自四个学部：基础科学学部，工程科学学部，生命科学学部，社会科学学部，每个学部各7名理事。[2]

## 历届院长
科学院由美国工程师和物理学家西奥多·冯·卡门创建，他也是科学院首任院长。爱德华·C·斯通担任院长直至2009年10月。2009年8月印度空间研究组织局长G. 马达范·奈尔被选举成为新一届科学院院长直至2015年。他是首位印度人和非美国人执掌科学院。2015年奥地利彼得·扬科维奇担任新一届院长。